# Bucium (Alba)
Bucium (veraltet Bucium-Șasa; deutsch Baumdorf, ungarisch Bucsony) ist eine rumänische Gemeinde im Kreis Alba in der Region Siebenbürgen.
Bucium ist auch unter der ungarischen Bezeichnung Bucsum bekannt.

## Lage

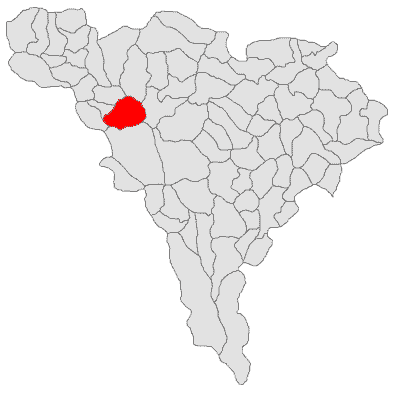
Lage der Gemeinde Bucium im Kreis Alba

Bucium liegt im Tal des Flusses Abrud im Siebenbürgischen Erzgebirge (Munții Metaliferi, Teil des Apuseni-Gebirges), im Westen Siebenbürgens. Die nächste Stadt Abrud liegt etwa 12 Kilometer westlich, und die Kreishauptstadt Alba Iulia rund 73 Kilometer südöstlich von Bucium. Sie besteht aus etwa 30, meist kleinen Siedlungen.

## Geschichte
Der Ort wurde im Jahr 1595 unter dem Namen Buchin erstmals urkundlich erwähnt. Er ist seitdem vor allem durch Weidewirtschaft geprägt. Zahlreiche Einwohner arbeiteten außerdem in Goldgruben und Goldwäschereien.

## Bevölkerung
Im Jahr 2002 bezeichneten sich die damals 1792 Einwohner der Gemeinde mit Ausnahme eines Ungarn durchweg als Rumänen. Die Einwohnerzahl nahm seit dem Zweiten Weltkrieg (4119 im Jahr 1941) deutlich ab. Die höchste Anzahl an Deutschen (64) wurde 1850 registriert, nahezu alle in der eingemeindeten Ortschaft Poieni (ung. Bucsumpojén).

## Verkehr
Bucium liegt rund sechs Kilometer östlich des Drum național 74 (Abrud–Zlatna), an der nur teilweise befestigten Kreisstraße (Drum județean) DJ 107I von Abrud nach Aiud, entfernt.

## Sehenswürdigkeiten

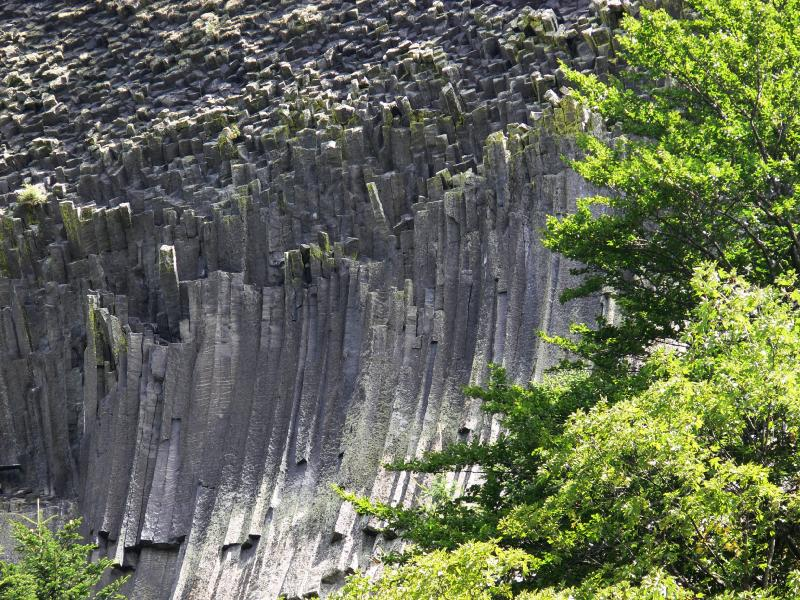
Detunata Goală

- Östlich von Bucium liegen die Basaltfelsen Detunata Goală (1169 m) und Detunata Flocoasă (1258 m).
- Auf dem Gemeindegebiet befindet sich bei der Siedlung Valea Negrilesii eine etwa 300 Hektar große Narzissenwiese.

## Geboren in Bucium
- Ion I. Agârbiceanu (1907–1971), Physiker,[8] war 1963 korrespondierendes Mitglied der Rumänischen Akademie.[9]